# Partido Comunista do Turcomenistão
O Partido Comunista do Turcomenistão (em turcomeno: Türkmenistanyě Kommunistik Partiýasy) foi o partido comunista governante da RSS turcomena, e uma parte do Partido Comunista da União Soviética. A partir de 1985 foi liderada por Saparmyrat Nyýazow. Em dezembro de 1991, enquanto a União Soviética estava em processo de dissolução, Nyýazow reorganizou a PCT como o Partido Democrático do Turcomenistão. O atual Partido Comunista do Turcomenistão tornou-se ilegal durante a presidência de Nyýazow após a independência e permanece banido.

## Lista de Primeiros Secretários do Partido Comunista do Turquemenistão
| N.º | Retrato | Nome (Nascimento-Morte)           | Início do mandato      | Fim do mandato         |
| --- | ------- | --------------------------------- | ---------------------- | ---------------------- |
| 1   |         | Ivan Mezhlauk (1891-1938)         | 1924                   | 1926                   |
| 2   |         | Shaymardan Ibragimov (1899-1957)  | 1926                   | 1927                   |
| 3   |         | Nikolay Paskutsky (1894-1938)     | 1927                   | 1928                   |
| 4   |         | Grigory Aronshtam (1893-1938)     | 1928                   | agosto de 1930         |
| 5   |         | Yakov Popok (1894-1938)           | agosto de 1930         | abril de 1937          |
| —   |         | Anna Mukhamedov (1900-1938)       | abril de 1937          | outubro de 1937        |
| 7   |         | Yakov Chubin (1893-1956)          | outubro de 1937        | novembro de 1939       |
| 8   |         | Mikhail Fonin (1905-1974)         | novembro de 1939       | março de 1947          |
| 9   |         | Shadzha Batyrov (1908-1965)       | março de 1947          | julho de 1951          |
| 10  |         | Sukhan Babayev (1910-1995)        | julho de 1951          | 14 de dezembro de 1958 |
| 11  |         | Dzhuma Durdy Karayev (1910-1960)  | 14 de dezembro de 1958 | 4 de maio de 1960      |
| 12  |         | Balysh Ovezov (1915-1975)         | 13 de junho de 1960    | 24 de dezembro de 1969 |
| 13  |         | Muhammetnazar Gapurow (1922-1999) | 24 de dezembro de 1969 | 21 de dezembro de 1985 |
| 14  |         | Saparmyrat Nyýazow (1940-2006)    | 21 de dezembro de 1985 | 16 de dezembro de 1991 |